# XiWang-2B
XiWang-2B, kurz XW-2B, auch CAS-3B, ist ein chinesischer Mikrosatellit, der Experimenten zur Physik der Thermosphäre dient und ein Amateurfunksatellit ist. XiWang ist Mandarin und bedeutet „Hoffnung“. CAS steht für „chinesischer Amateurfunk-Satellit“. Dieser Satellit wurde von der chinesischen Amateurfunksatellitengruppe, der CAMSAT entwickelt.
Der Satellit XiWang-2B (CAS-3B) ist baugleich mit den Satelliten XiWang-2C (CAS-3C) und XiWang-2D (CAS-3D).

## Mission
Der Satellit wurde am 19. September 2015 auf einer Trägerrakete des Typs Langer Marsch 6 vom Kosmodrom Taiyuan in China gemeinsam mit 20 weiteren Kleinsatelliten, darunter neun weitere Satelliten der CAS-3-Serie, gestartet. Es wird eine orbitale Lebensdauer von 9,2 Jahren erwartet.

## Frequenzen
Folgende Frequenzen für den Satelliten mit dem Rufzeichen BJ1SC  wurden von der International Amateur Radio Union koordiniert:
- 435,090 MHz – 435.110 Uplink
- 145,570 MHz – 145,730 Downlink (Leistung 20 dBm)
- 145,725 MHz CW-Bake (22 wpm / Leistung 17 dBm)
- 145,705 MHz digitale Telemetrie 9k6/19k2 GMSK (Leistung 20 dBm)